# Cyclarhis
Cyclarhis, es un género de aves paseriformes perteneciente a la familia Vireonidae que agrupa a dos especies nativas de la América tropical (Neotrópico), donde se distribuyen desde el este de México, a través de América Central y del Sur, hasta el este de Perú, sureste de Bolivia, centro de Argentina y Uruguay. A sus miembros se les conoce por el nombre común de vireones y también verderones o alegrines entre otros.

## Características
Las dos aves de este género son corpulentas y cabezonas, midiendo 15 cm de longitud, con picos robustos terminados en gancho. Ambos son arborícolas, encontrados en la canopia de bosques y selvas. Son muy vocales y sus cantos, escuchados desde lejos son mucho más oídos que los pájaros efectivamente vistos.

## Lista de especies
Según el orden filogénico de la clasificación del Congreso Ornitológico Internacional (IOC, versión 6.2, 2016) y Clements Checklist v.2015, el género agrupa a las siguientes especies con el respectivo nombre común de acuerdo con la Sociedad Española de Ornitología (SEO):
- Cyclarhis gujanensis (Gmelin, 1789) -- vireón cejirrufo;
- Cyclarhis nigrirostris Lafresnaye, 1842 -- vireón piquinegro.

## Taxonomía
El presente género ya fue colocado en el pasado, en su propia familia Cyclarhiidae, o, alternativamente en una subfamilia Cyclarhiinae, pero esta inclusión fue contestada por los primeros datos genéticos; estudios recientes más amplios, como por último Slager et al., 2014 son incapaces de resolver conclusivamente la topología de los ramos más antiguos.
Los estudios de Slager et al. 2014 produjeron una extensa filogenia de la familia Vireonidae usando datos mitocondriales (ND2) y nucleares (3 Z-linked loci); estos estudios encontraron profundas divergencias entre los varios linajes dentro del ampliamente definido C. gujanensis, por lo que podría tratarse de más de una especie.